# Ernst Künz
Ernst Künz (23 febbraio 1912 – Santakai, 21 agosto 1944) è stato un calciatore austriaco.

## Biografia
Austriaco e poi cittadino tedesco dopo l'anschluss nel 1938, morì in Lituania a Santakai, villaggio nei pressi di Tauragė, durante la seconda guerra mondiale.

## Carriera

### Club
Ha militato nel Fußballclub Lustenau 1907, società che partecipava al campionato austriaco di calcio amatoriale.

### Nazionale
Con la nazionale di calcio dell'Austria partecipò nel 1936 al torneo di calcio della XI Olimpiade, raggiungendo la finale della competizione, persa per 2 a 1 contro l'Italia.

## Statistiche

### Cronologia presenze e reti in Nazionale
| Cronologia completa delle presenze e delle reti in nazionale ― Austria | Cronologia completa delle presenze e delle reti in nazionale ― Austria | Cronologia completa delle presenze e delle reti in nazionale ― Austria | Cronologia completa delle presenze e delle reti in nazionale ― Austria | Cronologia completa delle presenze e delle reti in nazionale ― Austria | Cronologia completa delle presenze e delle reti in nazionale ― Austria | Cronologia completa delle presenze e delle reti in nazionale ― Austria | Cronologia completa delle presenze e delle reti in nazionale ― Austria |
| Data                                                                   | Città                                                                  | In casa                                                                | Risultato                                                              | Ospiti                                                                 | Competizione                                                           | Reti                                                                   | Note                                                                   |
| ---------------------------------------------------------------------- | ---------------------------------------------------------------------- | ---------------------------------------------------------------------- | ---------------------------------------------------------------------- | ---------------------------------------------------------------------- | ---------------------------------------------------------------------- | ---------------------------------------------------------------------- | ---------------------------------------------------------------------- |
| 5-8-1936                                                               | Berlino                                                                | Austria                                                                | 3 – 1                                                                  | Egitto                                                                 | Olimpiadi 1936 - Ottavi di finale                                      | -                                                                      |                                                                        |
| 8-8-1936                                                               | Berlino                                                                | Perù                                                                   | 4 – 2                                                                  | Austria                                                                | Olimpiadi 1936 - Quarti di finale                                      | -                                                                      | [ 2 ]                                                                  |
| 11-8-1936                                                              | Berlino                                                                | Austria                                                                | 3 – 1                                                                  | Polonia                                                                | Olimpiadi 1936 - Semifinale                                            | -                                                                      |                                                                        |
| 15-8-1936                                                              | Berlino                                                                | Austria                                                                | 1 – 2 dts                                                              | Italia                                                                 | Olimpiadi 1936 - Finale                                                | -                                                                      |                                                                        |
| Totale                                                                 |                                                                        | Presenze                                                               | 4                                                                      |                                                                        | Reti                                                                   | 0                                                                      |                                                                        |